# Alfonso Ortí Meléndez-Valdés
Alfonso Ortí Meléndez-Valdés (Lopera, Jaén, 1900-) fue un político y militar español. Durante la Dictadura franquista desempeñó diversos cargos, siendo gobernador civil de las provincias de Córdoba y Sevilla, o procurador en las Cortes franquistas.

## Biografía
Nació en 1900 en Lopera. En 1919 ingresó en la Academia de Ingenieros de Guadalajara, de la que saldría licenciado en 1923. Participó en la guerra del Rif, tomando parte activa en el desembarco de Alhucemas.
Miembro de Falange, en 1936 se encontraba destinado en la guarnición de Sevilla y formaba parte del comité militar local de Falange, estando también implicado en la conspiración militar contra la República. Para esa época ostentaba el rango de capitán de ingenieros. Es considerado una de las figuras claves del Golpe de Estado de julio de 1936 en Sevilla. Tras el estallido de la Guerra civil se unió a las fuerzas sublevadas, y durante buena parte de la contienda operó en el frente de Jaén. Llegaría a combatir con la columna «Redondo» durante la batalla de Lopera, a finales de 1936.
Tras el final de la contienda sería destinado al Estado Mayor Central. Con posterioridad ejercería como gobernador civil —y jefe provincial del «Movimiento»— en las provincias de Córdoba (1946-1949) y Sevilla (1949-1959). Durante su largo mandato como gobernador civil de Sevilla habría mantenido una buena sintonía con los terratenientes y grandes propietarios de la provincia. También fue procurador en las Cortes franquistas, así como miembro del Consejo Nacional de FET y de las JONS. Alcanzaría el rango de general de brigada.

## Distinciones
- Gran Cruz de la Orden de Cisneros (1958)[12]